# Lambertini (famiglia)
I Lambertini sono una famiglia originaria di Bologna, tra le più antiche d'Italia e coronati di molti titoli nobiliari.

## Origini
Secondo Pompeo Scipione Dolfi, la famiglia Lambertini ebbe origine nell'anno 976 da Lamberto figlio del conte Mondo di Sassonia, che per Filelfo venne con l'imperatore Ottone I in Italia, e si stabilì a Bologna, mentre Alidosio afferma che non venne con quel principe, ma con un re longobardo che si recò a Bologna. Francesco Amadi scrive la serie cronologica dei Lambertini fin dall’anno 976 a Bologna con una continuata discendenza di personaggi insigniti di onori come ambasciatori, generali, capitani, governatori, senatori de sedici de venti e de quaranta, ed altri illustri nella pace, nella guida ed anche nella santità. Per i servigi prestati al Re d'Aragona, i Lambertini ottennero anche alcuni feudi nel regno di Napoli.

## Membri principali
- Gherardo Lambertini, che fu comandante delle truppe bolognesi nella spedizione di Gerusalemme nell'anno 1095.
- Ugolino Lambertini, uno dei fondatori dell’Ordine equestre dei Frati Gaudenti, detto anche Ordine di Santae Mariae Gloriosae, che fiorì nel 1233.
- Alberto Lambertini, che fu arcivescovo di Milano nel 1311[3].
- Balduino Lambertini, che morì vescovo di Brescia nel 1348.
- La beata Imelda Lambertini (1320-1333) (il Marchesi nel suo Diario domenicano dice essere domenicana, ed il Torelli nel Saec. August. tom. IV, un. 1253, c tom. V an. 1333, la vuole invece agostiniana), che morì ancor giovane nel 1333 di consueta santità, come si vede nella sua vita scritta in volgare dal monaco Celso Sassoferrato, tradotta in latino ed in fiammingo da Giambattista Lambertini, nobile fiammingo dei Lambertini bolognesi oriundo che la pubblicò in Anversa nel 1638, e fu illustrata dal Bollandista Enschenio negli Acta ss. maii, al 12 del mese, tom. III, p. 183.
- La beata Giovanna Lambertini, figlia di Rinaldo Lambertini, religiosa compagna di vita di Santa Caterina di Bologna, di cui scrissero la vita ancora i Bollandisti nel tom. Il, Acta ss. mart. pag. 60 e 80 e il 12 aprile si venera.
- Egano II, che ebbe dagli anziani e dai consoli di Bologna il 23 maggio 1383 l'amplissimo titolo di Conservatore della Patria.
- Guido Antonio, figlio di Aldagretto, che fu il primo dei Lambertini che il 12 novembre 1441 ebbe in mero e misto impero la contea di Poggio Renatico, Caprara e Rognatica, col consenso di Cervato Cecco di Caravaggio, luogotenente di Nicolò Piccinini per il duca di Milano, concesso ad esso dai legati pontifici e confermato da Nicolò V il 18 febbraio 1449.
- Cornelio, figlio di Guido, che ottenne di passare nel 1625 questa contea in marchesato; i suoi successori aggiunsero poi Villa Cornelio a questi feudi, che tutti insieme contenevano sei miglia di lunghezza e quattro di larghezza.
- Prospero Lorenzo Lambertini (1675-1758), poi papa Benedetto XIV.
- Egano Righi-Lambertini (1906-2000), cardinale e arcivescovo italiano (discendente di Giovanni Righi di Comacchio a cui Giovanni Lambertini concesse l’aggiunta del suo cognome)

## Storia

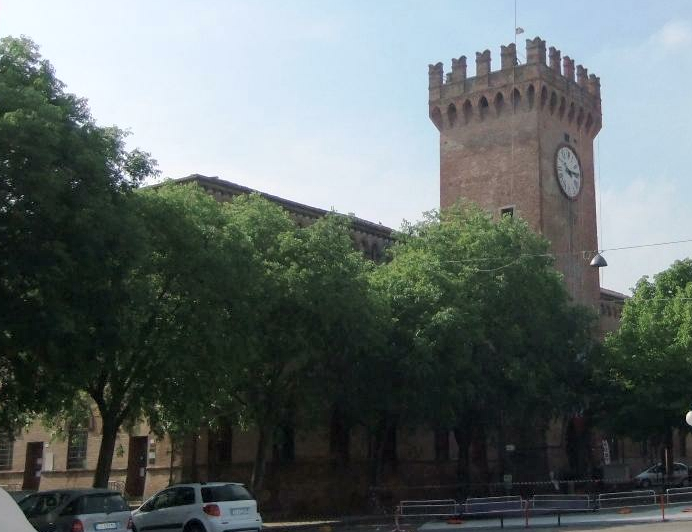
Poggio Renatico, Castello Lambertini prima del terremoto del 2012.

I Lambertini possedettero in Bologna più case e palazzi con torri. Nel più antico loro palazzo fu rinchiuso Enzo Re di Sardegna, figlio naturale dell'imperatore Federico II, ed ancor si mostra per quella elevata fabbrica che è annessa al palazzo del Podestà, dove precisamente sta ordinato il generale archivio civile e notarile. Un altro palazzo con torre, ricco d'ornamenti di terra cotta, si riconosce ancora nella via degli Orefici per una finestra, in quel fabbricato che vedesi posto modernamente ad uso di locanda del Leoncino d'oro. La casa Lambertini, nella quale nacque quello che fu poi papa Benedetto XIV, fa angolo al piazzale dinanzi alla chiesa di San Giacomo degli eremitani agostiniani, ed ha il suo ingresso dal lato della via delle vetrate, essendone stato proprietario il conte Ottavio Malvezzi - Ranuzzi. Un capo delle scale per memoria è collocata una lapide coi seguenti versi:“Parva domus Benedictum excepi matris alvo Magnam parva cui maxima Roma fecit”.
Ma quello che più di tutti illustrò la famiglia Lambertini e che ha lasciato nome immortale, fu Prospero, nato nel 1675 in Bologna da Marcello Lambertini senatore de' quaranta, e da Lucrezia Bulgarini, la quale dopo la morte di Marcello passò in seconde nozze col conte Luigi Bentivoglio. Prospero divenuto profondo giureconsulto, prelato, vescovo e cardinale, meritò che nel 1740 fosse sublimato alla cattedra apostolica col nome di Benedetto XIV. Senza spogliarsi della sua antica affabilità e cortesia, il magnanimo e dottissimo Pontefice, a tutti fece provare la sua benevolenza e generosità, tranne ai parenti coi quali fu parco di beneficenze. Il celebre gesuita p. Azevedo nella lettera con cui gli dedicava l'edizione romana delle sue opere, fatta nel 1747, ecco come si espresse per riguardo ai di lui congiunti:
Nota est enim omnibus constantia illa, nota animi fortitudo atque severitas, qua uteris in Tuosalienos omnes paterna quadam, ac singulari cura complectaris quasi essent Tui, his vix adduceris, ut communia debitaque omnibus officia sollecitudinemque impendas; quam ego laudem nisi tantum esse fatear, ut in maximo amatissimoque principe sit omnium difficillima, communi videa hominum sensa judicioque carere.
Aveva Benedetto XIV un nipote, il principe don Egano Lambertini (nato a Bologna nel 1717) senatore di Bologna, al quale appena diventato Papa ordinò che non venisse a Roma finché non lo chiamasse, ciò che mai fece nel suo lungo pontificato. Permise solo che nel 1752 venisse in Roma per educarsi nel collegio Clementino, il Principe don Giovanni Lambertini primogenito del mentovato nipote (nato a Bologna nel 1744), allora di nove anni, il quale prima di entrarvi abitò con monsignor Millo datario e favorito del Pontefice, che lo aveva preso in Bologna. Questo prelato lo condusse a Castel Gandolfo alle villeggiature di Benedetto XIV, il quale li lo cresimò facendogli da padrino il cardinal Colonna. Grato al Papa, Carlo Emanuele III re di Sardegna, per le concessioni fatte all'Ordine dei Santi Maurizio e Lazzaro, in segno di gratitudine e della stima personale che aveva in lui, nel 1757 conferì al pronipote don Giovanni una commenda dello stesso ordine equestre esistente in Civitavecchia, di cui accordò il patronato alla casa Lambertini, non solo per la discendenza mascolina agnatizia in perpetuo, ma che per una volta potesse ancora passare nella discendenza mascolina d'una femmina, figlia o sorella primogenita dell’ultimo possessore della stessa commenda. Inoltre il Re dichiarò don Giovanni gran-croce dell'ordine, e perpetuo gran priore in Roma con l'annua pensione di duemila scudi. Gli rimise una croce di brillanti del valore di seimila scudi, pregando Benedetto XIV che volesse dar l'abito e la croce al pronipote, ciò che eseguì nel giorno dell'Epifania del seguente anno. Essendo restata vacante la custodia della Porta Angelica di Roma, Benedetto XIV nel 1750 la conferì al nipote don Egano per lui e i suoi discendenti maschi in infinito con ordine di primogenitura, coi relativi pesi ed emolumenti. Morì il gran Pontefice il 3 maggio 1758 a ottantatré anni e fu sepolto nella basilica vaticana nel consueto luogo. Il cardinal Joaquín Fernández de Portocarrero, da lui creato, decise di celebrargli esequie annuali finché in vita, ed offri una considerabile somma per erigere al defunto Pontefice un marmoreo e magnifico monumento nella stessa basilica di San Pietro. Questo gesto venuto a conoscenza dagli altri cardinali creati da Benedetto XIV, vollero ancor essi concorrere all'erezione del monumento, del quale si parla nel vol. XII, pag. 30 del Dizionario. Il deposito terminò nel 1769, e si scoprì nel tempo della sede vacante che ebbe termine con l'elezione di Clemente XIV Pontefice che dichiarò il Monsignore don Cesare Francesco Lambertini cameriere segreto soprannumerario, obbligato a portare la berretta al cardinal João Cosme da Cunha arcivescovo di Évora. La Vita di Benedetto XIV P. M. fu stampata in Venezia nel 1783. Nel tom. XI delle Memorie letterarie del Valvasense p. 417 si legge un succinto ragguaglio delle sue commendevolissime azioni e stimatissime opere, e si producono ancora i fatti principali della sua vita.
I familiari di Benedetto XIV essendo il Sovrano Pontefice riconosciuto come Pater Principum et Regum dai monarchi cattolici, avevano il titolo di principe, considerati tradizionalmente al pari delle famiglie sovrane.
Il don Cesare Francesco Lambertini (nato a Bologna nel 1745) il 6 marzo 1750 venne aggregato all’Ordine di Malta e il 19 ottobre 1751 gli veniva conferita la commenda di Santa Maria del Tempio di Bologna. Nel 1762 ebbe come padrino di cresima il re Carlo III di Spagna, funzione svolta nella cappella del Palazzo Lambertini in via Santo Stefano e officiata da papa Clemente XIII. Nel 1789 dopo la morte dell’amico Carlo Edoardo Stuart, il “Bonnie Prince Charlie” erede al trono di Inghilterra, la famiglia ospitò nella propria casa la figlia, Carlotta duchessa d’Albany che vi morì amorevolmente assistita dalla famiglia Lambertini. Con la morte di Egano nel 1772 la famiglia cadde in difficoltà economiche a causa di debiti e speculazioni. Giovanni fu costretto a trasferirsi a Roma dal fratello sacerdote. Nel 1792 Cesare Francesco cercando di sollevare le sorti della famiglia tornò allo stato laicale e sposò Maria Lavizzani Farnè, figlia di un suo servitore e della sua cameriera che lo seguirono a Roma. Tornato a Bologna, il 23 marzo 1796 affittò una parte del terreno della Commenda di Santa Maria del Tempio a Giovan Battista Garagnani, fratello di Ubaldo Garagnani. La commenda venne commissariata dall’Ordine di Malta che concesse una permuta di 9 anni sugli affitti per il sostentamento della famiglia. I Lambertini ridotti in povertà furono costretti a mettere all’asta la casa di famiglia in via Santo Stefano. Giovanni ebbe un figlio maschio Carlo (nato a Bologna nel 1771) che morì senza figli, Cesare Francesco una sola femmina Anna (nata a Bologna nel 1793) che sposò il figlio di Ubaldo Garagnani, Filippo.